# Athyrma tuberosa
Athyrma tuberosa är en fjärilsart som beskrevs av Felder 1874. Athyrma tuberosa ingår i släktet Athyrma och familjen nattflyn. Inga underarter finns listade i Catalogue of Life.